# Emil Filliol
Edouard Frank „Emil“ Filliol (* 16. Dezember 1895 in Genf; † 19. März 1955 ebenda) war ein Schweizer Eishockeyspieler (Verteidiger).

## Karriere
Emil Filliol spielte auf Vereinsebene für den Genève-Servette HC. Zudem nahm er für die Schweizer Eishockeynationalmannschaft an den Olympischen Winterspielen 1924 in Chamonix teil.
Nach seiner aktiven Karriere arbeitete er als Journalist, unter anderem bei La Suisse. Er war auch Sekretär des Servette FC.
Er starb an Peritonitis im Jahr 1955.